# Spirito e materia
Spirito e materia è il primo album in studio del gruppo musicale italiano Fuossera, pubblicato il 23 aprile 2007.

## Tracce
1. Intro – 1:12
2. Spirito e materia – 3:11
3. Voglia e vula' – 5:26
4. Fuoc ind e ser – 3:47
5. Annanz all'uocchie (feat. Monsi du XVI) – 4:55
6. Age – 3:43
7. O' cant e n'omm (feat. Guido Migliaro) – 4:29
8. Affil e lam – 4:40
9. L'essere (feat. Co'Sang) – 4:49
10. A marc ra sopravvivenz – 4:16
11. Suonn e realtà – 3:33
12. Nun è facil – 3:44
13. L'avere (feat. Gransta MSV) – 3:15
14. Solo andata (feat. Marracash e Vincenzo da Via Anfossi) – 5:29
15. Suspir e nott (feat. Flake K.T.F.) – 4:03
16. A 280 all'ora – 3:28
17. Fuoc ind e ser - Remix – 3:39